# Sveti Stefan
Sveti Stefan (szerbül: Свети Стефан) egy montenegrói település, mely közigazgatásilag Budvához tartozik. Az Adriai-tenger partján található falu régebbi része egy szigeten található, melyet egy földszoros kapcsol a szárazföldön újonnan kiépülő településrészhez. Az 1950-60-as évektől a sziget házait apartmanokká alakították, így létrehozva egy hotelszigetet, mely a környékbeli turizmus egyik látványossága lett.

## Története
A legenda szerint miután a környéken élő Paštrović törzs rajtaütött egy török gályán, 1442-ben megtelepedtek a szigeten, és a rabolt kincsekből a törzs 12 klánjának egy-egy házat építettek. Az otthonok védelmére egy erődöt is létesítettek. A környező települések lakói itt találtak menedéket a kalózok és a törökök támadásai idején.
A szigeti település bejáratánál székelt Paštrovićok bírósága, mely a peres ügyekben volt hivatott dönteni. A település nevét Szent István vértanúról kapta, aki után a szigeten látható legnagyobb templomot is elnevezték.
Helyzetéből adódóan Sveti Stefan a Paštrovićok kereskedelmi és stratégiai központjává vált, mely a Velencei Köztársaság idején virágzásnak indult. A 19. századra azonban fokozatosan elvesztette jelentőségét, amikor a többnyire halászokból álló lakosság egy része elvándorolt a szigetről.
A Balkán-háború idején kb. 30 család élt még a helyen, majd 1955-ben teljesen kiürítették a szigetet, és egy felújítást követően hotelvárossá alakították. A luxusapartmanok mellett egy kaszinó is helyet kapott, ahol számos híresség is megfordult.
2007-ben az Amanresorts International 30 évre kibérelte a szigetet, és egy felújítást követően 2010-ben megnyitotta kapuit az Aman Sveti Stefan üdülőhely.
A szigettől északkeletre, a parton található a Miločer-villa, a Karađorđević család hajdani nyári rezidenciája, mely jelenleg luxusszállodaként működik.
A település parti részén is több vendéglátóipari egység létesült az évek folyamán.

## Galéria

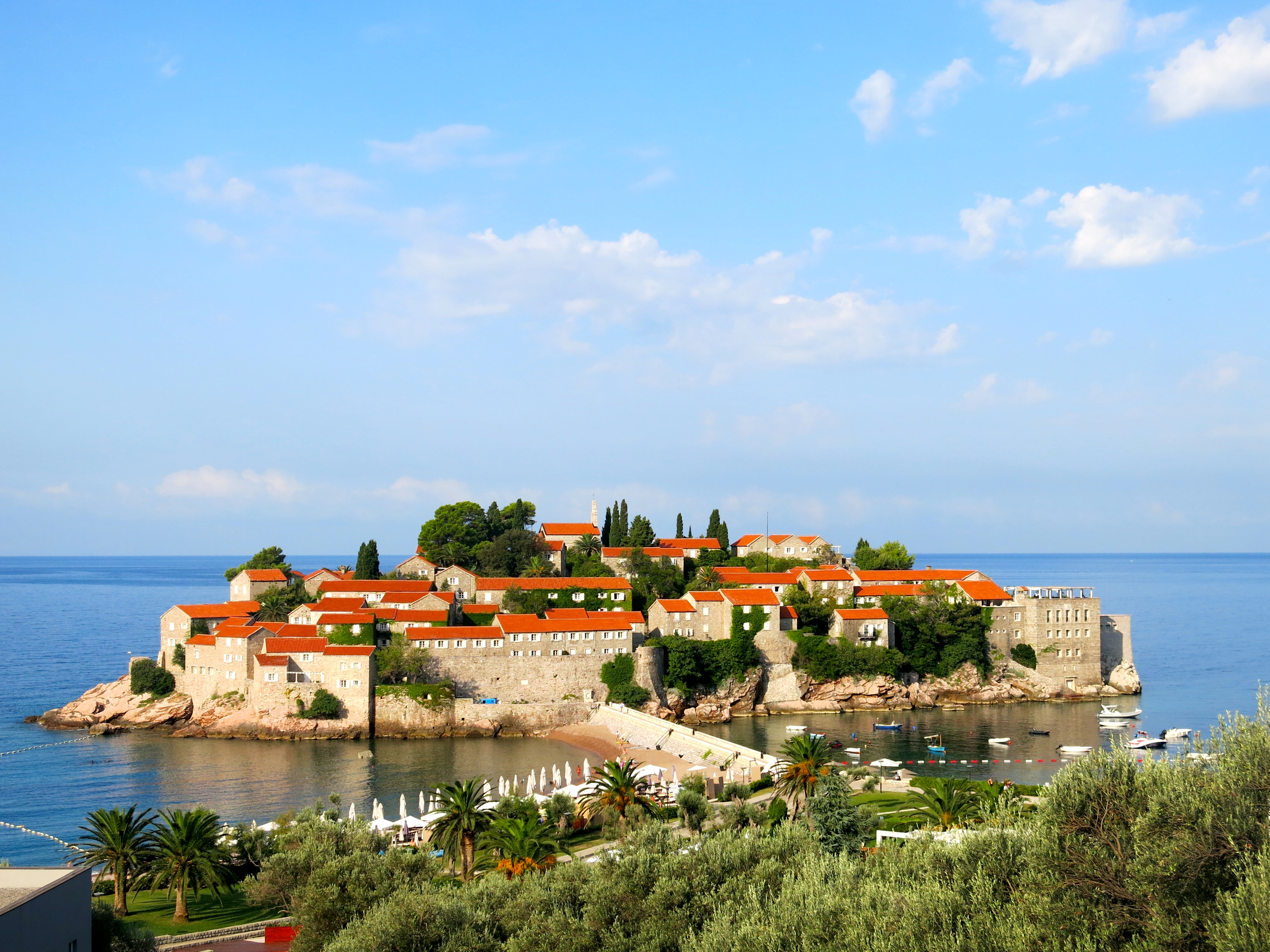
A sziget látképe
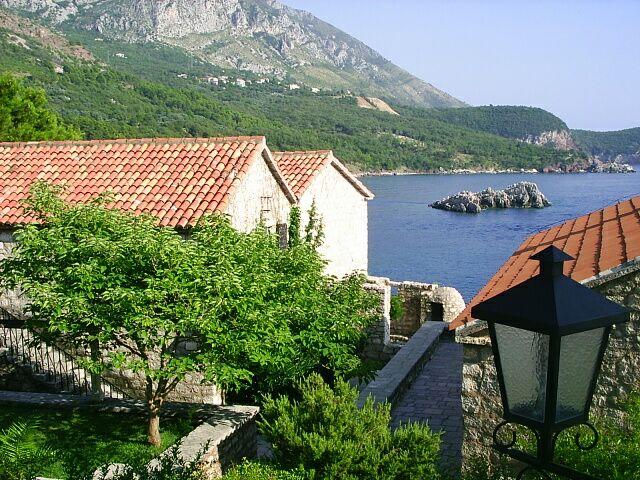
Kilátás a szigetről
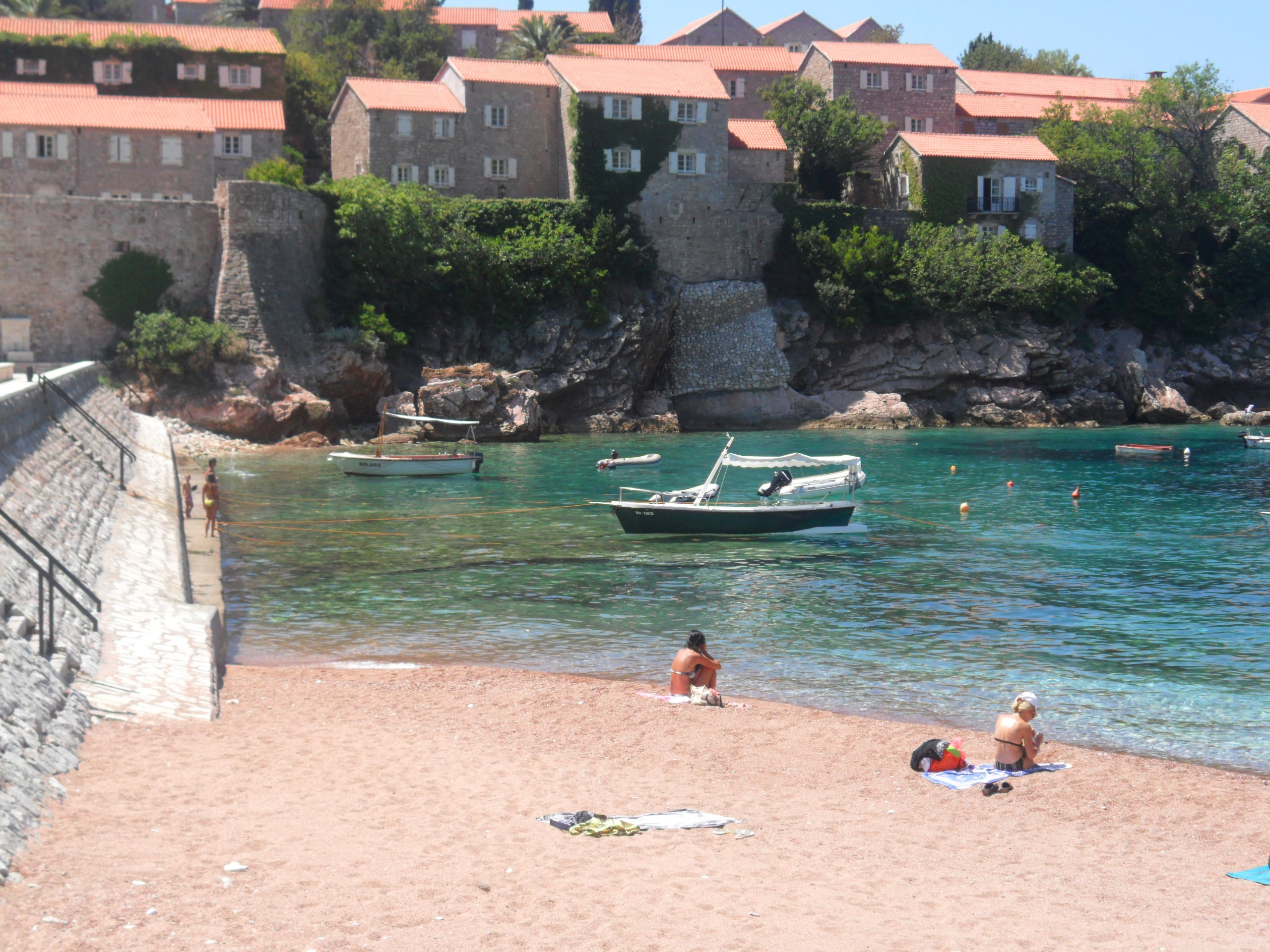
A strand
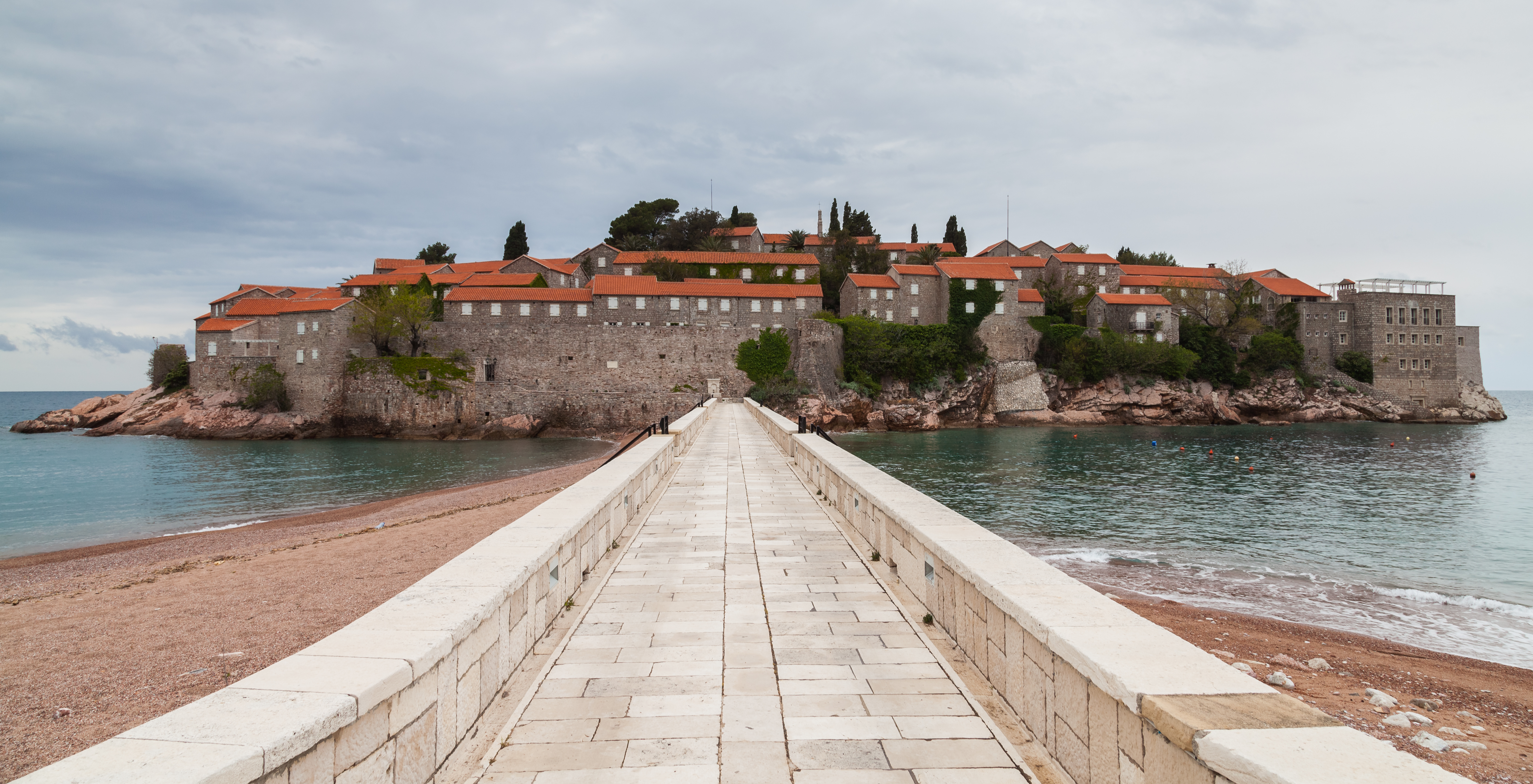
A szigetre vezető földszoros
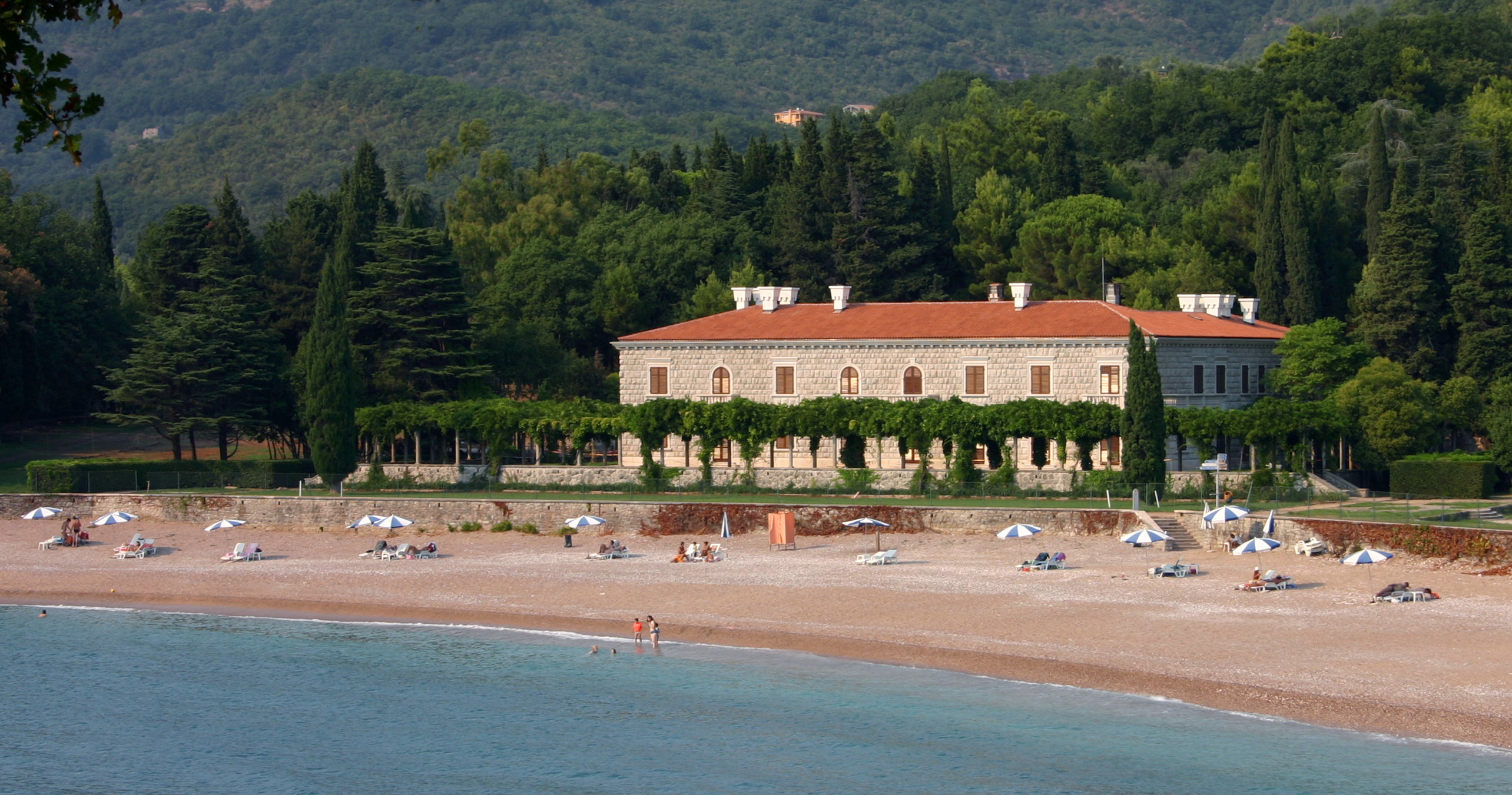
A Miločer-villa
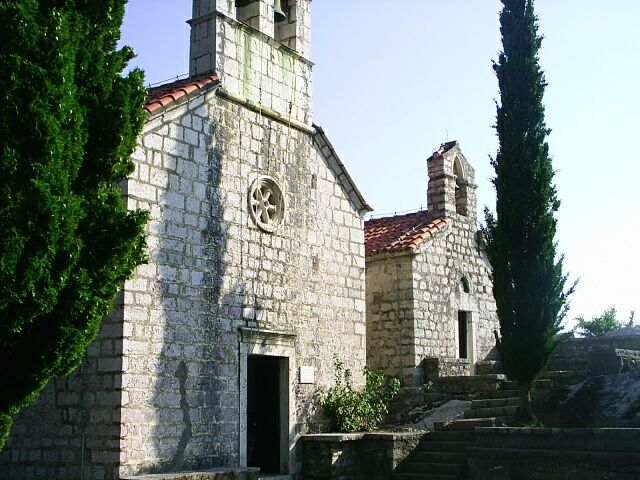
A sziget egyik temploma